# Absolwenci szkoły imienia Tadeusza Reytana w Warszawie
Uzasadnienie:  Dyskusja dotycząca usunięcia tego artykułu 
To hasło opisuje absolwentów i uczniów szkoły imienia Tadeusza Reytana w Warszawie (obecnie VI Liceum Ogólnokształcące im. Tadeusza Reytana w Warszawie), jednego z najstarszych liceów w Warszawie o tradycjach sięgających 1905, a także historię związków uczniowskich. Szkoła miała w historii szereg nazw: Gimnazjum Tadeusza Sierzputowskiego (1905–1907), Wyższa Szkoła Realna Mariana Rychłowskiego (1908–1918), Gimnazjum Państwowe im. Tadeusza Rejtana (1919–1939), Państwowe Liceum i Gimnazjum im. Tadeusza Reytana (1939–1948), Państwowa Szkoła Ogólnokształcąca Stopnia Licealnego im. Tadeusza Reytana (1949–1957). Gimnazjum i Liceum im. Tadeusza Reytana w Warszawie (okresowo Zespół Szkół Nr 61 im. Tadeusza Reytana w Warszawie, obejmujący VI Liceum Ogólnokształcące im. Tadeusza Reytana oraz Gimnazjum nr 59), VI Liceum Ogólnokształcące im. Tadeusza Reytana w Warszawie.
 Powyższa kategoria obejmuje uczniów, którzy nie ukończyli szkoły, oraz absolwentów do 1948 włącznie.
 Powyższa kategoria obejmuje absolwentów od 1949 włącznie.
 Powyższa kategoria obejmuje harcerzy działającej w szkole 1 Warszawskiej Drużyny Harcerskiej im. Romualda Traugutta „Czarna Jedynka”.

## Wstęp
Lista absolwentów tych szkół została opublikowana rocznikami i alfabetycznie dla lat 1911–2004, dla lat 1945 oraz 1946 i dla roku 1948. W roku szkolnym 1907/1908 było 180 uczniów, a pierwsza matura odbyła się w czerwcu 1911. W szkole prowadzonej przez Mariana Rychłowskiego w 1914 uczyło się około 400 uczniów. W 1919 maturę uzyskało 36 osób. W 1980 oceniano, że przez okres istnienia szkoły do 1980 pracowało w niej 313 nauczycieli. Do 1980 szkoła wykształciła 6374 absolwentów, w tym po II wojnie światowej 5779.

## Lata 1905–czerwiec 1919
Wielu z absolwentów szkoły Tadeusza Sierzputowskiego, który ją tworzył po okresie strajków szkolnych w 1905, i Gimnazjum Mariana Rychłowskiego było w późniejszym czasie działaczami niepodległościowymi i wojskowymi. W szkole w 1911 powstała jedna z najstarszych polskich drużyn harcerskich 1 Warszawska Drużyna Harcerska im. Romualda Traugutta „Czarna Jedynka”, a właściciel i dyrektor Marian Rychłowski, który był dawnym zesłańcem politycznym przekonanym o bliskim już wybuchu wojny światowej, uważał, że młodzież polska weźmie w niej udział z bronią w ręku, a więc powinna być do tej walki przygotowana. Matury wydawano od 1905; w 1911 szkołę ukończyli pierwsi maturzyści, było ich siedmioro. Feliks Straszewski (matura 1911), pierwszy uczeń, który ukończył szkołę z najwyższymi honorami (cum eximia laude), został matematykiem i dyrektorem (1929–1935) Państwowego Gimnazjum im. Księcia Poniatowskiego w Warszawie. W szkole aktywnie prowadzono zajęcia sportowe i gimnastyczne. Jadwiga Chudzińska-Świątecka pisała, że „atmosfera panująca w ostatnich latach wojny powodowała, że studenci ostatnich klas szkół średnich spontanicznie wstępowali do wojska”, brali też udział w wojnie 1920 roku. Wielu absolwentów zostało zawodowymi oficerami. Absolwentami szkoły z tego okresu są m.in.:
- Stanisław Arczyński (matura 1914), pułkownik saperów, kawaler Orderu Virtuti Militari;
- Władysław Belina-Prażmowski (matura 1905), pułkownik kawalerii, prezydent Krakowa, wojewoda lwowski, kawaler Orderu Virtuti Militari;
- Zygmunt Brockhusen (matura 1914), major piechoty, kawaler Orderu Virtuti Militari;
- Bronisław Chybowski (matura 1908), komandor podporucznik służby stałej Marynarki Wojennej, działacz konspiracyjny;
- Aleksander Hrynkiewicz (matura 1915), podpułkownik kawalerii, kawaler Orderu Virtuti Militari;
- Karol Jeżowski (matura 1914), major dyplomowany piechoty, kawaler Orderu Virtuti Militari, ofiara zbrodni katyńskiej;
- Edward Kalinowski (matura 1912), tytularny major dyplomowany kawalerii;
- Józef Kasperski (matura 1915), kapitan piechoty, kawaler Orderu Virtuti Militari, ofiara zbrodni katyńskiej;
- Marian Kenig (matura ok. 1913), ekonomista, działacz PPS, kapitan piechoty;
- Józef Kołodziejczyk (matura 1911), krajoznawca, pedagog, członek honorowy PTTK;
- Stefan Kwaśniewski (matura ok. 1918), dziennikarz, felietonista;
- Jerzy Makowiecki (matura 1913), kierownik Wydziału Informacji BIP ZWZ-AK, przewodniczący Stronnictwa Demokratycznego;
- Henryk Niezabitowski (matura 1918), wioślarz, hokeista, olimpijczyk z Amsterdamu 1928, kawaler Orderu Virtuti Militari;
- Alojzy Pawełek (matura 1914), kapitan lekarz WP, instruktor skautowy i harcerski;
- Zygmunt Platonoff-Plater (matura 1914), podpułkownik dyplomowany kawalerii, ofiara zbrodni katyńskiej;
- Stefan Pomarański (matura 1914), współtwórca skautingu w Polsce, major piechoty;
- Tadeusz Puget (matura ok. 1918), podporucznik piechoty, kawaler Orderu Virtuti Militari;
- Stanisław Seliga (matura 1913), filolog klasyczny, pedagog;
- Stanisław Sienkiewicz (matura 1915), podpułkownik dyplomowany piechoty, kawaler Orderu Virtuti Militari;
- Kazimierz Sikorski (matura 1914), kompozytor, teoretyk muzyki, profesor Państwowej Wyższej Szkoły Muzycznej;
- Wojciech Stpiczyński (matura 1913), poseł na Sejm II RP, publicysta, kawaler Orderu Virtuti Militari;
- Roman Umiastowski (matura 1914), podpułkownik dyplomowany piechoty, geograf;
- Ignacy Wądołkowski (matura 1914), podpułkownik dyplomowany piechoty, kawaler Orderu Virtuti Militari;
- Kazimierz Wóycicki (matura 1915), hydrolog, profesor Politechniki Warszawskiej;
- Polikarp Wróblewski (matura ok. 1914), działacz niepodległościowy;
- Bolesław Zawadzki (matura 1912), major dyplomowany piechoty, dziennikarz, kawaler Orderu Virtuti Militari.

## Lata 1919–1939
W okresie odbudowy państwa polskiego po odzyskaniu niepodległości i po I wojnie światowej szkoła została upaństwowiona i była jedyną w Warszawie szkołą z pełnym programem klasycznym (greka, łacina), ale także przyciągała uczniów uzdolnionych matematycznie, ponieważ prowadziła klasy realne (matematyczno-fizyczne). Arkadiusz Piekara (matura 1922, fizyk) wspominał, że uciekł do Gimnazjum Mariana Rychłowskiego, o którym wiedział, że za rok będzie upaństwowione, i wybrał kierunek matematyczno-fizyczny. Natomiast Tadeusz Koszarowski (matura 1933, lekarz) wspominał, że gimnazjum było przesiąknięte atmosferą kultury antycznej. Pierwszy państwowy egzamin dojrzałości odbył się w czerwcu 1920. W sierpniu 1920 wszyscy uczniowie starszych klas zgłosili się ochotniczo do wojska i brali udział w bitwie pod Ossowem i w bitwie pod Radzyminem. Absolwentami z tego okresu byli m.in.:
- Jan Baculewski (matura 1931), historyk literatury, pedagog, dyrektor Biblioteki Uniwersytetu Warszawskiego;
- Władysław Bala (matura 1937), rektor Akademii Rolniczej w Krakowie;
- Stanisław Bukowski (matura 1922), architekt, urbanista;
- Mieczysław Cedro (matura 1920), oficer marynarki handlowej i wojennej, przedsiębiorca;
- Zbigniew Chałko (matura 1939), dziennikarz, kawaler Orderu Virtuti Militari;
- Władysław Cetner (matura 1922), inżynier radiotechnik, konstruktor;
- Jan Fajge (matura 1937), działacz PPR, podporucznik Gwardii Ludowej;
- Konrad Guderski (matura 1920), dowódca obrony Poczty Polskiej w Gdańsku w 1939, kawaler Orderu Virtuti Militari;
- Jerzy Iwanowski (matura 1927), hipolog i jeździec, major kawalerii;
- Henryk Korotyński (matura 1931), działacz polityczny, poseł na Sejm PRL, dziennikarz;
- Tadeusz Koszarowski (matura 1933), chirurg, onkolog, poseł na Sejm PRL;
- Władysław Kozłowski (matura 1924), pisarz, autor utworów dla dzieci i młodzieży;
- Cezary Kunderewicz (matura 1931), historyk prawa i myśli politycznej, romanista, papirolog;
- Franciszek Litwin (matura 1921), lekarz, polityk, poseł do KRN, minister zdrowia (PRL);
- Franciszek Maklakiewicz (matura 1934), kompozytor;
- Bolesław Miciński (matura 1931), eseista, poeta, filozof;
- Zdzisław Nowakowski (matura 1926), wiceminister przemysłu ciężkiego (PRL), organizator polskiego przemysłu okrętowego;
- Zygmunt Oskierko (matura 1920), działacz komunistyczny, publicysta;
- Eugeniusz Pichell (matura 1923), artysta grafik;
- Arkadiusz Piekara (matura 1922), fizyk, członek rzeczywisty PAN;
- Jan Poliński (matura 1926), artysta grafik, architekt wnętrz;
- Janusz Prawdzic-Szlaski (matura 1924), podpułkownik AK, działacz emigracyjny, kawaler Orderu Virtuti Militari;
- Jan Przanowski (matura 1929), ekonomista, kawaler Orderu Virtuti Militari;
- Tadeusz Ptaszycki (matura 1926), architekt, urbanista, główny projektant Nowej Huty;
- Kazimierz Romaniuk (matura 1927), ekonomista, rektor SGPiS;
- Wacław Schayer (matura 1924), nauczyciel, działacz społeczny, poseł na Sejm PRL;
- Jerzy Słupecki (matura 1926), logik, rektor Wyższej Szkoły Pedagogicznej w Opolu;
- Witold Starkiewicz (matura 1924), lekarz okulista, rektor Pomorskiej Akademii Medycznej;
- Marian Stępień (matura 1934), architekt, kawaler Orderu Virtuti Militari;
- Wacław Stępień (matura 1929), autor rewii i piosenek;
- Lech Konstanty Szymański (matura 1934), lekarz oftalmolog;
- Adam Uziembło (matura 1924), generał LWP, matematyk;
- Wojciech Wasiutyński (matura 1928), publicysta emigracyjny związany z narodową demokracją;
- Zygmunt Weiss (matura 1923), lekkoatleta, dziennikarz sportowy;
- Zenon Wiktorczyk (matura 1936), aktor estradowy, reżyser teatralny, satyryk, konferansjer, dziennikarz;
- Leon Zawadowski (matura 1931), językoznawca, teoretyk języka.

Wielu absolwentów uczestniczyło w powstaniu warszawskim i walkach II wojny światowej, m.in. Jan Hörl (uczeń w 1939), cichociemny; Czesław Rossiński (matura 1927), cichociemny; Zdzisław Straszyński (matura 1937), cichociemny; Zbigniew Szostak (matura 1934), kapitan pilot Polskich Sił Powietrznych w Wielkiej Brytanii odznaczony Krzyżem Złotym Orderu Wojennego Virtuti Militari.

## Okupacja i pierwsze lata powojenne (1939–1950)
W okresie okupacji niemieckiej w czasie II wojny światowej uczniowie kończyli tylko wybrane klasy Reytana, a wykłady były zakamuflowane w szkole ogrodniczej. Jerzy Kasprzycki (dziennikarz, varsavianista) wspominał, że w czasie okupacji przeszedł pełny przedwojenny kurs I klasy gimnazjalnej i przy sposobności nauczył się odróżniać flance pomidorów od młodej naci ziemniaczanej. W spisach maturzystów z 1948 było 171 nazwisk urodzonych pomiędzy 1924 i 1931; tak duże różnice wieku spowodowane były trudnościami edukacji w czasie wojny. W ankiecie w 1948 na 70 absolwentów dziewięcioro było w tajnym Reytanie w czasie wojny, 21 osób walczyło w konspiracji, 26 osób przeżyło powstanie warszawskie, 3 osoby były w więzieniu, 8 osób było w obozach, ponad połowa znalazła się w Reytanie w 1945, żeby kontynuować zajęcia. Wśród tych samych 70 ankietowanych osób w 1988 było 30 inżynierów, 13 lekarzy, 16 pracowało na wyższych uczelniach. Do tej grupy reytaniaków z 1939–1950 należą m.in.:
- Andrzej Ajnenkiel (matura 1949), historyk;
- Jerzy Artysz (matura 1950), śpiewak operowy (baryton);
- Stanisław Bareja (mała matura 1946), reżyser filmowy;
- Mieczysław Chojnacki (matura konspiracyjna 1943), żołnierz powojennego podziemia antykomunistycznego;
- Kazimierz Albin Dobrowolski (matura 1949), biolog, rektor Uniwersytetu Warszawskiego;
- Maciej Dubois (matura 1950), adwokat;
- Witold Filler (matura 1948), pisarz, publicysta, aktor;
- Andrzej Grzegorczyk (matura konspiracyjna 1940), matematyk i filozof;
- Aleksandra Jasińska-Kania (matura 1949), socjolog;
- Wiesław Juszczak (matura 1950), historyk i filozof sztuki;
- Leszek Kubicki (matura 1948), prawnik, minister sprawiedliwości (III RP);
- Jan Madejski (matura konspiracyjna 1943), inżynier, członek rzeczywisty PAN;
- Władysław Majewski (matura 1950), inżynier, minister łączności (PRL);
- Zdzisław Najder (matura 1949), historyk literatury, dyrektor Radia Wolna Europa;
- Stefan Nowak (matura 1946), socjolog, członek korespondent PAN;
- Bohdan Pisarski (matura 1947), myrmekolog;
- Jadwiga Puzynina (matura 1946), językoznawczyni, badaczka literatury, Dama Orderu Orła Białego;
- Zdzisław Rondio (matura 1948), lekarz pediatra, dyrektor Instytutu Matki i Dziecka;
- Marek Roman (matura 1950), inżynier, rektor Politechniki Warszawskiej;
- Mikołaj Rostworowski (matura konspiracyjna 1944), dziennikarz, publicysta, działacz Stowarzyszenia „Pax”;
- Modest Sękowski (matura konspiracyjna 1944), działacz spółdzielczości niewidomych;
- Ryszard Strzelecki-Gomułka (matura 1946), inżynier, polityk;
- Lucyna Tych (matura 1947), historyk;
- Janusz Uberna (matura 1949), geolog;
- Lucyna Winnicka (matura 1946), aktorka;
- Jerzy Tadeusz Wróbel (matura konspiracyjna 1941), chemik, członek rzeczywisty PAN;
- Janina Zakrzewska (matura 1946), prawniczka, sędzia Trybunału Konstytucyjnego (III RP);
- Janusz Zawodny (matura konspiracyjna 1943), historyk, kawaler Orderu Virtuti Militari;
- Maciej Zimiński (matura 1948), dziennikarz.

## Lata 1950 do współczesności
W 2019 na stronach VI Liceum Ogólnokształcącego im. Tadeusza Reytana opublikowano z założenia niepełną listę wybitnych absolwentów szkoły, którą uzupełniono w 2024. Znalazły się na niej następujące osoby, które uzyskały maturę po 1950:
- Jerzy Axer (matura 1964), filolog klasyczny, członek rzeczywisty PAN;
- Juliusz Burski (matura 1951), reżyser filmowy, scenarzysta, wiceminister kultury i sztuki (1990);
- Andrzej Celiński (matura 1967), polityk i socjolog, poseł na Sejm III RP, minister kultury (III RP);
- Bohdan Cywiński (matura 1956), pisarz, historyk idei;
- Mateusz Damięcki (matura 2000), aktor;
- Ludwik Dorn (matura 1973), polityk, marszałek Sejmu III RP, wicepremier (III RP);
- Adam Ferency (matura 1969), aktor;
- Dariusz Fikus (matura 1951), dziennikarz;
- Tadeusz Fredro-Boniecki (matura 1963), dziennikarz, publicysta;
- Przemysław Gintrowski (matura 1969), pieśniarz, kompozytor;
- Jakub Karpiński (matura 1957), socjolog, historyk;
- Wojciech Karpiński (matura 1961), pisarz, historyk sztuki;
- Janusz Kijowski (matura 1966), reżyser filmowy;
- Anna Komorowska (matura 1972), filolożka klasyczna, Pierwsza Dama III RP;
- Janusz Korwin-Mikke (matura 1959), polityk, brydżysta, poseł na Sejm III RP;
- Marcin Król (matura 1961), filozof polityki, historyk idei;
- Andrzej Krzysztof Kunert (matura 1971), historyk;
- Piotr Naimski (matura 1968), polityk, poseł na Sejm III RP, Kawaler Orderu Orła Białego;
- Barbara Nowacka (matura 1994), minister edukacji III RP;
- Janusz Onyszkiewicz (matura 1955), polityk, poseł na Sejm III RP, minister obrony narodowej (III RP);
- Kazimierz Orłoś (matura 1953), pisarz;
- Włodzimierz Paszyński (matura 1969), pedagog, publicysta;
- Andrzej Rosiewicz (matura 1962), piosenkarz, satyryk;
- Ludwik Stomma (matura 1968), antropolog kultury, publicysta;
- Marcin Święcicki (matura 1965), polityk, poseł na Sejm PRL i III RP, minister współpracy gospodarczej z zagranicą (III RP);
- Jan Walc (matura 1966), historyk literatury;
- Piotr Wierzbicki (matura 1953), dziennikarz, pisarz;
- Janusz Zaorski (matura 1963), reżyser filmowy, telewizyjny i radiowy;
- Jerzy Zelnik (matura 1963), aktor;
- Andrzej Zoll (matura 1959), prawnik, prezes Trybunału Konstytucyjnego III RP, rzecznik praw obywatelskich.

Inni absolwenci z tego okresu to m.in. Andrzej Kalwas (matura 1954, minister sprawiedliwości III RP), ks. Stanisław Małkowski (matura 1961, Kawaler Orderu Orła Białego), Konstanty Radziwiłł (matura 1977, minister zdrowia III RP), Łukasz Szumowski (matura 1991, minister zdrowia III RP).

## Spotkania i stowarzyszenia absolwentów
Pierwsze spotkanie absolwentów odbyło się przypuszczalnie pod koniec 1909, bo w „Kurjerze Warszawskim” ogłaszano, że „uczniowie nieistniejącej obecnie szkoły polskiej Tadeusza Sierzputowskiego proszeni są o nadsyłanie swych fotografji wizytowych do ułożenia grupy i oznaczenia daty zjazdu”. Przed II wojną światową odbywały się spotkania wychowanków Gimnazjum Mariana Rychłowskiego. W marcu 1925 odbył się koncert, w którym uczestniczyli jej wychowankowie. W czerwcu 1925 zorganizowano II zjazd, na który absolwenci byli zapraszani wraz z żonami. W czerwcu 1930 odbył się zjazd w Warszawie „wychowańców szkoły M. Rychłowskiego”, którzy uczęszczali w niej w latach 1907–1919. W 1948 odbyło się spotkanie absolwentów wszystkich roczników. Ok. 1972 działało Koło byłych wychowanków Gimnazjum Mariana Rychłowskiego i im. Tadeusza Reytana w Warszawie, którego Zarząd tworzyli Narcyz Szwedziński, Zygmunt Weiss i Bolesław Waszul (absolwent z 1925).
W 1990 zawiązało się Stowarzyszenie Absolwentów i Przyjaciół VI Liceum Ogólnokształcącego im. Tadeusza Reytana, zarejestrowane w 1992; zorganizowano wówczas pierwszy zjazd absolwentów. W 2005, z okazji 100-lecia szkoły, z inicjatywy Zarządu Stowarzyszenia odbył się drugi zjazd absolwentów z udziałem przeszło 3500 osób z ponad sześćdziesięciu krajów świata. W 2015, z okazji 110-lecia szkoły, zorganizowano trzeci zjazd i bal absolwentów.